# De Slimste Mens ter Wereld najaar 2004
De Slimste Mens ter Wereld najaar 2004 was het derde seizoen van de Belgische televisiequiz De Slimste Mens ter Wereld, uitgezonden op de Vlaamse openbare televisieomroep TV1. Erik Van Looy presenteerde en Marc Reynebeau was jurylid. Het seizoen werd gewonnen door Bert Kruismans.

## Kandidaten

### Alle deelnemers
| Naam                    | Deelnames | Gewonnen |
| ----------------------- | --------- | -------- |
| Ann Ceurvels            | 2         | ?        |
| Gerty Christoffels      | 1         | 0        |
| Hugo Coveliers          | 1         | 0        |
| Pieter De Crem          | 1         | 0        |
| Rick de Leeuw           | 1         | 0        |
| Joke Devynck            | 1         | 0        |
| Patrick De Witte        | 1         | 0        |
| Chris Dusauchoit        | 1         | 0        |
| Jan Eelen               | 5         | ?        |
| Koen Fillet             | 7         | ?        |
| Jos Geysels             | 1         | 0        |
| Johan Heldenbergh       | 3         | ?        |
| Martin Heylen           | 6         | ?        |
| Bert Kruismans          | 11        | ?        |
| Guy Mortier             | 2         | ?        |
| Greet Op de Beeck       | 9         | ?        |
| Axl Peleman             | 2         | ?        |
| Gui Polspoel            | 2         | ?        |
| Frank Raes              | 3         | ?        |
| Sigrid Spruyt           | 4         | ?        |
| Kristl Strubbe          | 1         | 0        |
| Johan Terryn            | 2         | ?        |
| Louis Tobback           | 3         | ?        |
| Rik Torfs               | 4         | ?        |
| Urbanus                 | 1         | 0        |
| Caroline Van den Berghe | 1         | 0        |
| Kurt Van Eeghem         | 3         | ?        |
| Marc Van Eeghem         | 1         | 0        |
| Ann Van Elsen           | 2         | ?        |
| Kris Wauters            | 2         | ?        |

| Kleurlegenda                    |
| ------------------------------- |
| Geplaatst voor de finaleweek.   |
| Speelt verder in de finaleweek. |

### Finaleweek
| Terugkeer   | Naam              | Deelnames | Gewonnen | Eindrank |
| ----------- | ----------------- | --------- | -------- | -------- |
| 4           | Bert Kruismans    | 1         | ?        | Goud     |
| 3           | Greet Op de Beeck | 2         | ?        | Brons    |
| 2           | Koen Fillet       | 3         | ?        | Zilver   |
| 1           | Martin Heylen     | 3         | ?        | 4e       |
| Speelt door | Rik Torfs         | 2         | ?        | 5e       |
| Speelt door | Frank Raes        | 1         | 0        | 6e       |

## Afleveringen
Opgelet: enkel de afvaller van elke aflevering is bekend. De dagwinnaar en de winnaar van het eindspel zijn niet gekend. 
| Afl        | Datum             | Dagwinnaar of tweede | Dagwinnaar of tweede | Verliezer eindspel      |
| ---------- | ----------------- | -------------------- | -------------------- | ----------------------- |
| 1          | 30 augustus 2004  | Jan Eelen            | Ann Van Elsen        | Jos Geysels             |
| 2          | 31 augustus 2004  | Johan Heldenbergh    | Jan Eelen            | Ann Van Elsen           |
| 3          | 1 september 2004  | Johan Heldenbergh    | Jan Eelen            | Joke Devynck            |
| 4          | 2 september 2004  | Sigrid Spruyt        | Jan Eelen            | Johan Heldenbergh       |
| 5          | 6 september 2004  | Sigrid Spruyt        | Guy Mortier          | Jan Eelen               |
| 6          | 7 september 2004  | Greet Op de Beeck    | Sigrid Spruyt        | Guy Mortier             |
| 7          | 8 september 2004  | Kurt Van Eeghem      | Greet Op de Beeck    | Sigrid Spruyt           |
| 8          | 9 september 2004  | Kurt Van Eeghem      | Greet Op de Beeck    | Marc Van Eeghem         |
| 9          | 13 september 2004 | Kris Wauters         | Greet Op de Beeck    | Kurt Van Eeghem         |
| 10         | 14 september 2004 | Koen Fillet          | Greet Op de Beeck    | Kris Wauters            |
| 11         | 15 september 2004 | Koen Fillet          | Greet Op de Beeck    | Kristl Strubbe          |
| 12         | 16 september 2004 | Koen Fillet          | Greet Op de Beeck    | Pieter De Crem          |
| 13         | 20 september 2004 | Koen Fillet          | Greet Op de Beeck    | Rick de Leeuw           |
| 14         | 21 september 2004 | Ann Ceurvels         | Koen Fillet          | Greet Op de Beeck       |
| 15         | 22 september 2004 | Koen Fillet          | Louis Tobback        | Ann Ceurvels            |
| 16         | 23 september 2004 | Bert Kruismans       | Louis Tobback        | Koen Fillet             |
| 17         | 27 september 2004 | Gui Polspoel         | Bert Kruismans       | Louis Tobback           |
| 18         | 28 september 2004 | Bert Kruismans       | Axl Peleman          | Gui Polspoel            |
| 19         | 29 september 2004 | Martin Heylen        | Bert Kruismans       | Axl Peleman             |
| 20         | 30 september 2004 | Martin Heylen        | Bert Kruismans       | Chris Dusauchoit        |
| 21         | 4 oktober 2004    | Martin Heylen        | Bert Kruismans       | Caroline Van den Berghe |
| 22         | 5 oktober 2004    | Martin Heylen        | Bert Kruismans       | Patrick De Witte        |
| 23         | 6 oktober 2004    | Martin Heylen        | Bert Kruismans       | Gerty Christoffels      |
| 24         | 7 oktober 2004    | Johan Terryn         | Bert Kruismans       | Martin Heylen           |
| 25         | 11 oktober 2004   | Rik Torfs            | Bert Kruismans       | Johan Terryn            |
| 26         | 12 oktober 2004   | Rik Torfs            | Frank Raes           | Bert Kruismans          |
| 27         | 13 oktober 2004   | Frank Raes           | Rik Torfs            | Hugo Coveliers          |
| 28         | 14 oktober 2004   | Frank Raes           | Rik Torfs            | Urbanus                 |
| Finaleweek |                   |                      |                      |                         |
| 29         | 18 oktober 2004   | Martin Heylen        | Rik Torfs            | Frank Raes              |
| 30         | 19 oktober 2004   | Koen Fillet          | Martin Heylen        | Rik Torfs               |
| 31         | 20 oktober 2004   | Greet Op de Beeck    | Koen Fillet          | Martin Heylen           |
| Finale     | Finale            | Slimste Mens         | Verliezer eindspel   | Verliezer aflevering    |
| 32         | 21 oktober 2004   | Bert Kruismans       | Koen Fillet          | Greet Op De Beeck       |

## Bijzonderheden
- Dit seizoen vond slechts drie maanden na het vorige seizoen plaats.
- Greet Op de Beeck was de eerste vrouwelijke deelnemer die een plaats in de top vier wist te bereiken. Zij werd ook de eerste vrouw die de seizoensfinale behaalde.